# Real hospital naval de Gibraltar
El Real Hospital Naval de Gibraltar (en inglés: Royal Naval Hospital Gibraltar), antiguamente Hospital Militar Británico de Gibraltar (Gibraltar BMH), fue un hospital militar fundado cerca de 1903 para proporcionar asistencia sanitaria al personal militar y marinos británicos locales en Gibraltar. La instalación, ubicada en la vía Europa Road en el Distrito del Sur del territorio de ultramar británico de Gibraltar, estaba compuesto por tres edificios. El hospital fue transferido a la Marina Real (Royal Navy) en 1963. Se cerró en 2008, y fue sometido a una conversión residencial que comenzó antes del cierre del hospital.